# John Vanderpoel

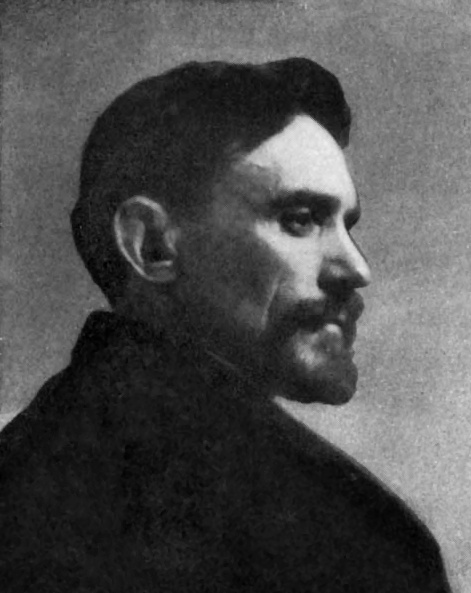
John Vanderpoel

John Henry Vanderpoel, geboren Johannes "Jan" van der Poel, (Haarlemmermeer, 15 november 1857 - St. Louis, 2 mei 1911) was een Nederlands-Amerikaans kunstschilder en kunstdocent. Hij werd vooral bekend door zijn leerboek The Human Figure, een standaardwerk over figuurtekenen.

## Leven en werk

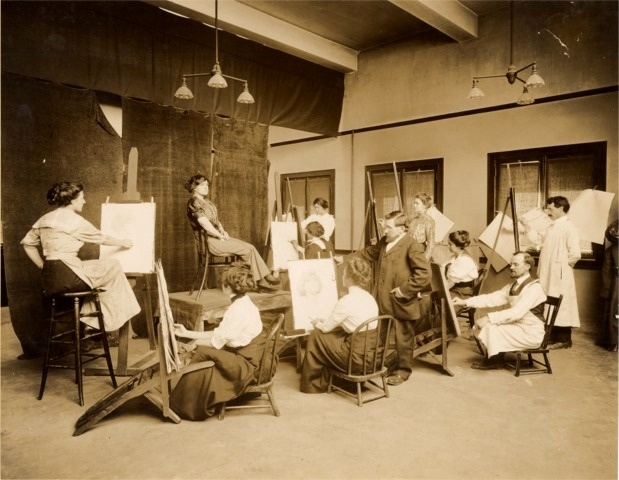
Vanderpoel te midden van studenten, Art Institute Chicago

Vanderpoel was de zevende van tien kinderen. In 1867 overleed zijn moeder en twee jaar later emigreerde hij met de rest van het gezin naar Chicago in Amerika. Door een ongeluk in de gymnastiekzaal werd hij op veertienjarige leeftijd gewond aan zijn rug, waardoor hij altijd gedrongen en enigszins kreupel zou lopen. Niet meer geschikt voor fysiek werk ging hij naar de Chicago Academy of Design. Eind 1885 vertrok hij met een beurs via Liverpool naar Parijs en ging daar studeren aan de Académie Julian, onder Gustave Boulanger en Jules Lefebvre. Al snel begon hij ook zelf te doceren. Tussen 1887 en 1892 organiseerde hij voor groepjes Amerikaanse studenten van de Académie Julian (onder wie Wilhelmina Douglas Hawley en Anna Stanley) studiereizen naar het pittoreske Hollandse dorp Rijsoord, waar hij in 1886 al eens was geweest en waar hij nog familie had wonen.
Eind 1892 keerde Vanderpoel terug naar Amerika en had daar een redelijk succesvolle carrière als kunstschilder, vooral van portretten en figuren. Hij exposeerde op de World's Columbian Exposition (1893) en de Louisiana Purchase Exposition (1904). Zijn grootste reputatie verwierf hij evenwel als docent van de School of the Art Institute of Chicago, meer in het bijzonder door zijn met 500 voorbeeldtekeningen geïllustreerde leerboek The Human Figure, (1907). Dat handboek zou op de kunstacademies in De Verenigde Staten hét standaardwerk worden voor figuurtekenen en bleef dat decennialang (het boek wordt nog steeds herdrukt). Als zodanig had hij grote invloed op hele generaties Amerikaanse kunstenaars. Hij was de leermeester van onder andere Georgia O'Keeffe, een modernistische kunstenares, die hem roemde als "een van de weinige echte leraren die ik gekend heb". Haar eerbetoon is opvallend, aangezien Vanderpoel wars was van enige moderniteit.
Vanderpoel overleed in 1911 aan hartfalen, 53 jaar oud. Veel van zijn werk bevindt zich in de collectie van de Vanderpoel Memorial Art Gallery, beheerd door de in 1913 gestichte Vanderpoel Art Association in Beverly, Chicago.

## Galerij

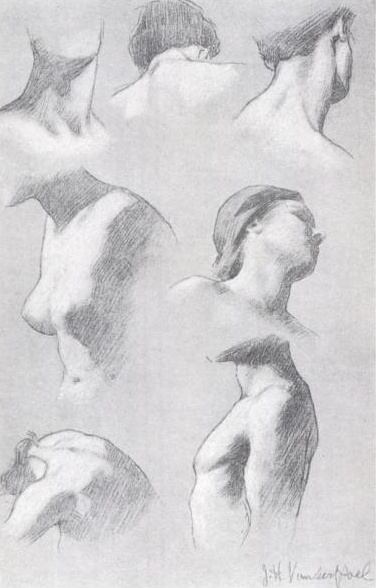
Pagina uit The Human Figure
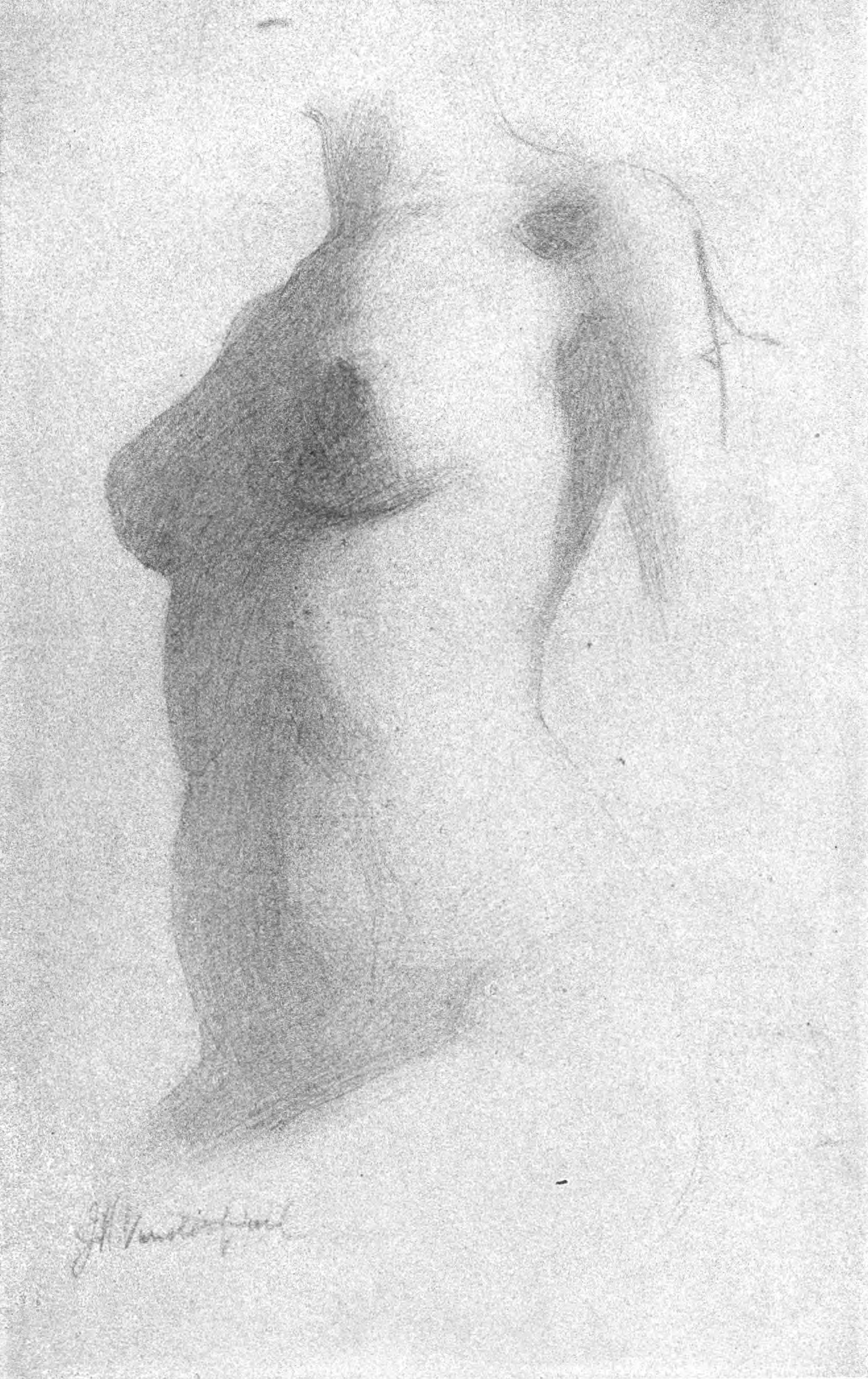
Vrouwentorso, pentekening uit The Human Figure
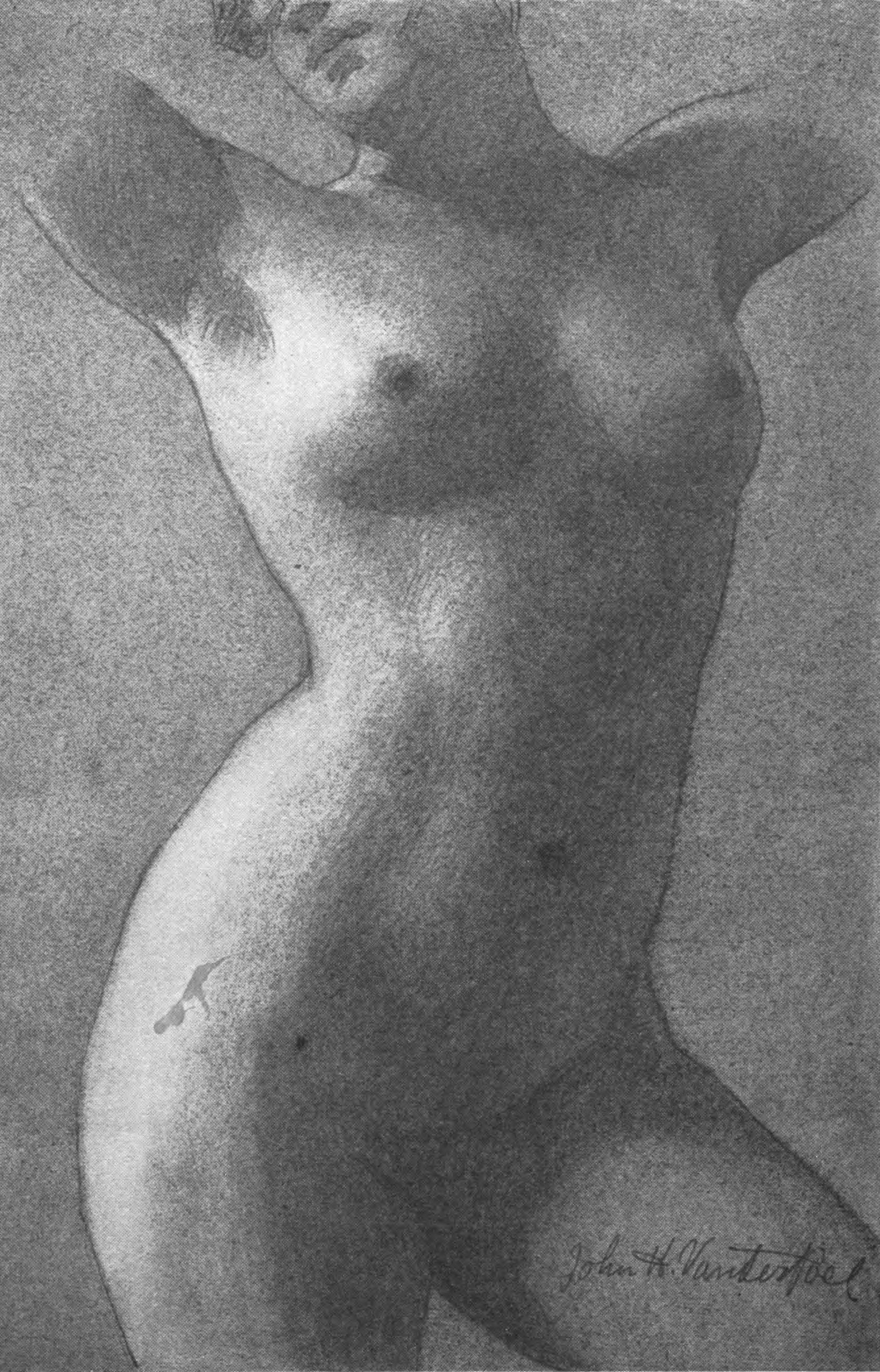
Vrouwentorso, uit The Human Figure
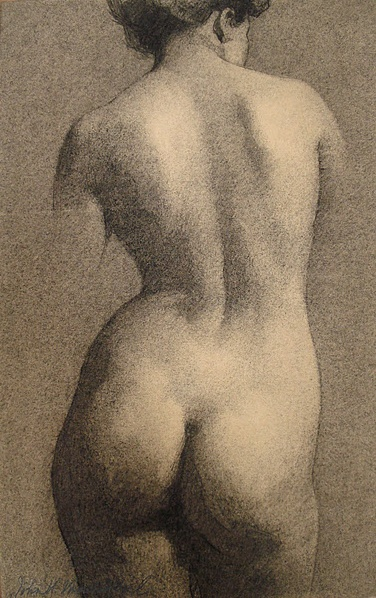
Krijttekening vrouwenfiguur uit The Human Figure
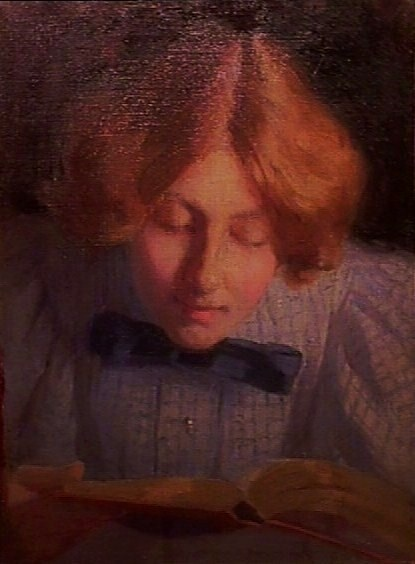
Lezende vrouw
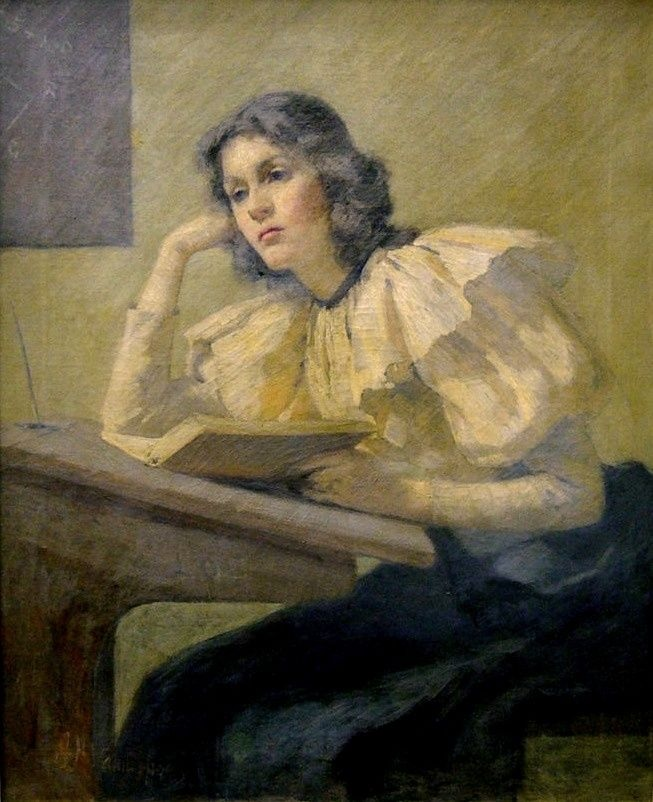
The Perplexing Problem
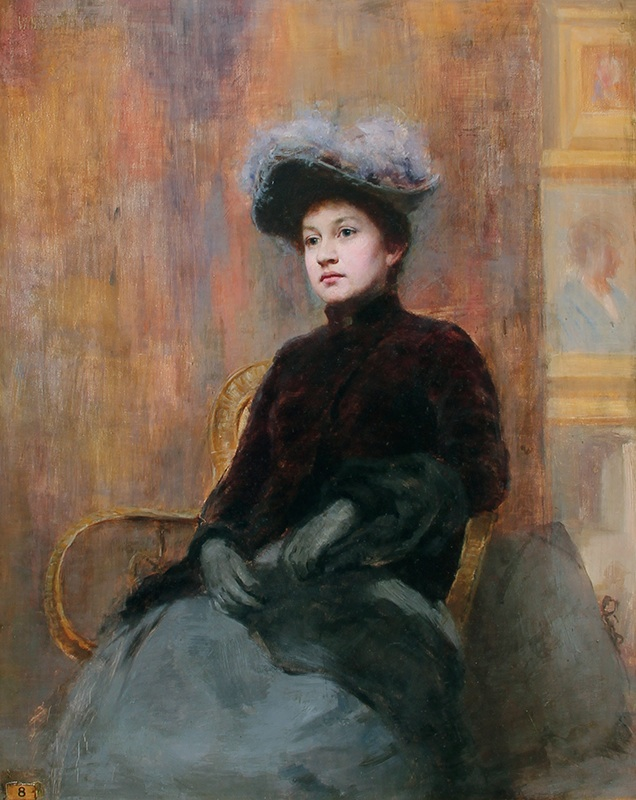
Portrait of a Lady
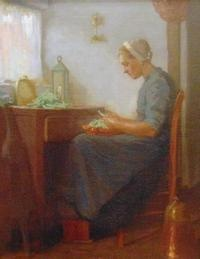
Shelling peas, Rijsoords werk

## Publicaties
- Vanderpoel, John Henry: The Human Figure (1907).

## Noot
1. ↑  Cf. AskArt. Gearchiveerd op 5 april 2017.

- International Standard Name Identifier: 0000 0000 6707 3395
- KulturNav: 034a0bcf-a0e9-4221-a7f6-d07fc18e7d3e
- Library of Congress Control Number: nr2007007750
- Bibliotheek van het Japanse parlement: 00459559
- Nederlandse Thesaurus van Auteursnamen: 255918534
- RKD-Nederlands Instituut voor Kunstgeschiedenis: 98241
- SNAC: w65v1j4s
- Union List of Artist Names: 500125573
- Virtual International Authority File: 56576845
- WorldCat: E39PBJrCgFVK9F4W6gcQjH74MP